# 村上裕章
村上 裕章（むらかみ ひろあき、1959年 - ）は、日本の法学者。専門は行政法。成城大学法学部教授。

## 来歴
来歴は以下の通り。
- 1978年 - 福岡県立福岡高等学校卒業
- 1982年 - 九州大学法学部卒業[1]
- 1988年 - 九州大学大学院法学研究科博士課程修了[1]
- 1988年 - 九州大学法学部助手
- 1991年 - 九州国際大学法経学部助教授[2]
- 1994年 - 前年に急逝した遠藤博也の後任として北海道大学に赴任し、北海道大学法学部助教授、北海道大学法学部教授、北海道大学大学院法学研究科教授、北海道大学法科大学院教授（兼職）を歴任[2]
- 2006年 - 情報公開・個人情報保護審査会委員[3]、司法試験考査委員[4]
- 2008年 - 九州大学大学院法学研究院教授[2]
- 2010年 - 公益認定等委員会委員[5]
- 2021年 - 九州大学を定年退職し、成城大学法学部教授[6]

## 研究領域
行政訴訟、情報公開、個人情報保護を手掛け、特にフランス法やドイツ法の行政訴訟、個人情報保護を研究

## 著書
- 『行政訴訟の基礎理論』（北海道大学大学院法学研究科叢書）（有斐閣、2007年）
- （稲葉馨）ほか『行政法』（LEGAL QUESTシリーズ）（有斐閣、初版・2007年、第2版・2010年、第3版・2015年、第4版・2018年）
- 『判例フォーカス 行政法』（三省堂、2019年）
- 『行政訴訟の解釈理論』（弘文堂、2019年）
- 『スタンダード行政法』（有斐閣、2021年）